# Osmia integra
Osmia integra är en biart som beskrevs av Cresson 1878. Osmia integra ingår i släktet murarbin, och familjen buksamlarbin. Inga underarter finns listade i Catalogue of Life.